# Quần đảo Long Châu
Quần đảo Long Châu là một quần đảo cấu tạo từ đá vôi gồm khoảng trên 30 đảo, đá, bãi ngầm nằm cách Cát Bà 15 km về phía đông nam và cách bờ biển Hải Phòng 50 km.
Người phương Tây biết đến quần đảo này qua nhiều tên gọi khác nhau như: Archipel des Fai Tsi Long, Griffes du Dragon, Xuy Nong Chao, Grande Norway Islands. Đảo lớn nhất là đảo Long Châu với diện tích khoảng 1 km² và không có nước ngọt. Việt Nam đã gửi hồ sơ đề nghị công nhận quần đảo Cát Bà - Long Châu là Di sản Thiên nhiên Thế giới lên UNESCO vào năm 2012.

## Danh sách đảo, đá, bãi ngầm
| 1  | Hòn Bia           | 14 | Hòn Cọc Neo       | 27                           | Đảo Long Châu                |
| 2  | Cồn ngầm Hòn Bia  | 15 | Hòn Mào Gà        | 28                           | Đá Đông Long Châu            |
| 3  | Hòn Chén Lớn      | 16 | Hòn Giữa          | 29                           | Đá Nam Long Châu             |
| 4  | Hòn Chén Nhỏ      | 17 | Hòn Giữa Nhỏ      | 30                           | Hòn Rẽ Trong                 |
| 5  | Hòn Quai Chén     | 18 | Hòn Ngăn Luông    | 31                           | Hòn Rẽ Nam                   |
| 6  | Hòn Chân Đà Bắc   | 19 | Hòn Long Châu Tây | 32                           | Hòn Long Châu Nam1           |
| 7  | Hòn Long Châu Bắc | 20 | Hòn Trông Đèn     | 33                           | Hòn Trụ Cổ                   |
| 8  | Hòn Thoi Tây      | 21 | Bãi Đá Bắc        | 34                           | Hòn Nôi Trẻ                  |
| 9  | Hòn Vụng Tàu      | 22 | Hòn Cao           | 35                           | Hòn Hoa                      |
| 10 | Hòn Gai Chanh     | 23 | Hòn Đá Đen        | 36                           | Hòn Hoa Con                  |
| 11 | Đá Cuối Mào       | 24 | Hòn Chắn          | 37                           | Hòn Mũ                       |
| 12 | Đá Đầu Mào        | 25 | Hòn Chắn Con      | 38                           | Đảo Long Châu Đông           |
| 13 | Hòn Bòng          | 26 | Đá ngầm Hòn Chắn  | 1 Khác với đá Nam Long Châu. | 1 Khác với đá Nam Long Châu. |

Danh sách đảo xác định theo Bản đồ 50.000
1. Đảo Long Châu 20°37′22″B 107°09′30″Đ / 20,622903°B 107,15824°Đ
2. Đảo Long Châu Đông 20°36′57″B 107°12′18″Đ / 20,615841°B 107,205099°Đ
3. Hòn Cao 20°36′51″B 107°08′56″Đ / 20,614096°B 107,14899°Đ
4. Hòn Chấn 20°37′39″B 107°09′39″Đ / 20,627548°B 107,160772°Đ
5. Hòn Chén Lớn 20°39′08″B 107°07′54″Đ / 20,652298°B 107,131719°Đ
6. Hòn Chén Nhỏ 20°39′16″B 107°08′12″Đ / 20,654348°B 107,136587°Đ
7. Hòn Cỏ 20°36′57″B 107°12′38″Đ / 20,615725°B 107,210422°Đ
8. Hòn Đá Đen 20°37′33″B 107°08′46″Đ / 20,625722°B 107,1462°Đ
9. Hòn Đất Đá 20°37′04″B 107°12′36″Đ / 20,617868°B 107,209917°Đ
10. Hòn Giữa 20°37′08″B 107°08′28″Đ / 20,618875°B 107,14098°Đ
11. Hòn Hoa Con 20°36′48″B 107°09′49″Đ / 20,613362°B 107,163703°Đ
12. Hòn Long Châu Bắc 20°39′04″B 107°07′58″Đ / 20,651178°B 107,132698°Đ
13. Hòn Long Châu Nam 20°37′00″B 107°10′07″Đ / 20,616694°B 107,168666°Đ
14. Hòn Long Châu Tây 20°36′59″B 107°07′50″Đ / 20,616343°B 107,130639°Đ
15. Hòn Mào Gà 20°37′19″B 107°08′14″Đ / 20,621977°B 107,1371°Đ
16. Hòn Mũ 20°36′44″B 107°09′45″Đ / 20,612279°B 107,162588°Đ
17. Hòn Nhỏ Giữa 20°37′01″B 107°08′17″Đ / 20,616994°B 107,137991°Đ
18. Hòn Rẽ Nam 20°36′53″B 107°10′05″Đ / 20,614828°B 107,168143°Đ
19. Hòn Rẽ Trong 20°36′51″B 107°10′00″Đ / 20,614097°B 107,166567°Đ
20. Hòn Tháp 20°37′25″B 107°12′10″Đ / 20,623667°B 107,202902°Đ
21. Hòn Thoi Tây 20°37′35″B 107°08′02″Đ / 20,626352°B 107,133965°Đ
22. Hòn Trụ Cổ 20°36′52″B 107°10′23″Đ / 20,614557°B 107,173004°Đ
23. Hòn Vụng Tàu 20°37′28″B 107°08′07″Đ / 20,624308°B 107,13537°Đ
24. Hòn Vụng Thuyền 20°37′19″B 107°08′01″Đ / 20,621858°B 107,133556°Đ

## Động thực vật
Trên đảo có nhiều loại động thực vật như: dê núi, rắn, rau bầu đất, nhiều loại cây thuốc...

## Hải đăng Long Châu
Trên đảo Long Châu có một hải đăng bằng đá do thực dân Pháp xây dựng và đưa vào khai thác từ năm 1894. Đây là một trong ba hải đăng cổ nhất Việt Nam bên cạnh hải đăng Hòn Dáu và hải đăng Kê Gà. Trong chiến tranh Việt Nam, quân đội Hoa Kỳ thường xuyên ném bom nhằm phá huỷ đèn biển này.
- Chiều cao:
  - Tính đến mực "0" độ sâu: 111,5 m
  - Chiều cao công trình (tính đến nền móng): 30,0 m
- Tầm hiệu lực ánh sáng: 27 hải lý khi hệ số truyền quang khí quyển T=0,8.[6]

## Hình ảnh

- Tập tin:Đèn Biển Long Châu.jpg
- Tập tin:Long Châu 01.jpg
- Tập tin:Đảo đá Long Châu 2.jpg
- Tập tin:Long Châu 03.jpg
- Tập tin:Long Châu 05.jpg